# 에르빈 판던베르흐
에르빈 판던베르흐(네덜란드어: Erwin Vandenbergh, 1959년 1월 26일 ~ )는 벨기에의 은퇴한 축구 선수로, 포지션은 스트라이커였다. 그의 아들인 케빈 판던베르흐 또한 축구 선수로 뛰고 있다.

## 경력

### 클럽
1977년 리르서 SK 소속으로 데뷔했으며 네 시즌 연속(1979-80, 1980-81, 1981-82, 1982-83)으로 벨기에 리그 득점왕에 올랐다. 1981년 유러피언 골든슈를 수상했고 같은 해에 벨기에 골든슈(벨기에 올해의 축구 선수)를 수상했다. 1982년 RSC 안데를레흐트로 이적하면서 팀의 벨기에 리그 2회 우승(1984-85, 1985-86)과 UEFA컵 1회 우승(1982-83)에 공헌했고 1985-86 시즌에서 벨기에 리그 득점왕에 올랐다.
1986년 프랑스의 릴 OSC로 이적했으며 1990년 KAA 헨트로 이적하면서 벨기에 무대에 복귀했다. 1990-91 시즌에서 벨기에 리그 득점왕에 올랐으며 1994년 RWD 몰렌베이크로 이적했고 1995년 현역 은퇴했다.

### 국가대표
1979년부터 1991년까지 벨기에 대표팀에서 뛰는 동안 48경기에 출전하면서 20득점을 기록했으며 UEFA 유로 1980과 1982년 FIFA 월드컵, UEFA 유로 1984, 1986년 FIFA 월드컵에서 벨기에 대표로 출전했다. 1982년 FIFA 월드컵에서 지난 대회(1978년 FIFA 월드컵) 우승 팀인 아르헨티나와의 개막전에서 선제골을 기록했고 벨기에는 그의 결승골에 힘입어 1-0 승리를 기록하게 된다.

## 수상

### 클럽
RSC 안데를레흐트
- 벨기에 리그 2회 우승 (1984-85, 1985-86)
- 벨기에 슈퍼컵 1회 우승 (1985)
- UEFA컵 1회 우승 (1982-83)

### 개인
- 벨기에 리그 득점왕 6회 수상 (1979-80, 1980-81, 1981-82, 1982-83, 1985-86, 1990-91)
- 1981년 유러피언 골든슈 수상
- 1981년 벨기에 골든슈(벨기에 올해의 축구 선수) 수상
- UEFA컵 1982-83 득점왕 수상